# خدارحم دهنو (مقاطعة دلفان)
خدارحم دهنو (بالفارسية: خدارحم دهنو) هي قرية تقع في قسم نورعلي الريفي (مقاطعة دلفان) في إيران.